# 트란스발 공화국
남아프리카 공화국(네덜란드어: Zuid-Afrikaansche Republiek, 아프리칸스어: Zuid-Afrikaansche Republiek, 영어: South African Republic) 또는 트란스발 공화국(영어: Transvaal Republic)은 1902년까지 발강 북부에 위치하던 나라이다. 1852년 아프리카너들에 의해 건국되었다.

## 역사

### 설립되기까지
1830년대부터, 케이프 식민지의 아프리카너들이 영국의 통치에 대한 반발 등으로 인해 내륙으로 대이동을 시작했다. 그 결과 발 강 북부의 트란스발에 아프리카너들이 거주하게 된다. 케이프 식민지의 무력 투쟁을 거쳐 1852년에 샌드 리버 협정이 성립, 트란스발 공화국이 설립되었다.

### 초기의 상황
트란스발 공화국은 내륙국가였다. 따라서 가까운 바다로 세력을 확장했지만, 이것은 영국의 반대에 부딪혀 결렬되었다. 이 사건을 배경으로, 초대 대통령이었던 마르티뉘스 프레토리우스는 실각 위기에 처하게 되었다. 1877년 일시적으로 영국령이 되었으나 아프리카너들은 지속적으로 저항하였고, 1881년 프리토리아 협정을 통해 재독립했다(이것이 그 유명한 보어 전쟁이다.).

### 풍부한 자원
1886년 요하네스버그 부근에서 대규모 황금 광산이 발견되었는데, 이것이 트란스발 공화국의 역사 속에서 큰 전환점이 되었다. 재정난에 빠져 있었기 때문에 국가적인 대규모 개발은 어려웠지만 많은 기업을 유치하고 시대를 부담시키는 것으로 큰 이익을 올렸다. 이에 따라 교통망의 정비도 진행되어, 1894년 포르투갈령 동아프리카(현재의 모잠비크)의 항구 도시 로렌수마르케스(현재의 마푸투)에 이르는 철도가 개통했다. 또한 이듬해에는 나탈 식민지의 더반까지 모두 철도가 연결되었다.

### 보어 전쟁과 그 이후
그러나 이러한 번영은 영국의 제국주의를 키우는 원인이기도 했다. 제2차 보어 전쟁으로 인해 이 나라는 쇠퇴하였고, 끝내 멸망하게 된다. 그 뒤 트란스발 공화국은 영국에 의해 트란스발 식민지가 되었는데, 훗날 남아프리카 연방에 포함되어 트란스발주가 되었고, 남아공 옛 국기에 이 나라의 국기가 들어간다.